# Ambarres
Els ambarres (en llatí Ambarri) van ser un poble gal a qui Juli Cèsar anomena aliat i parent dels hedus, dels que probablement n'eren una tribu.
Ocupaven la regió del Roine a l'angle amb el Saona. Tenien a l'est als al·lòbroges. Titus Livi diu que van ser una de les tribus que van creuar els Alps per entrar a Itàlia en temps de Tarquini Prisc.